# Lymnaea ovata
Lymnaea ovata är en snäckart. Lymnaea ovata ingår i släktet Lymnaea och familjen dammsnäckor. Inga underarter finns listade i Catalogue of Life.